# Отрадинское сельское поселение (Глазуновский район)
Отрадинское се́льское поселе́ние — муниципальное образование в Глазуновском районе Орловской области Российской Федерации.
Административный центр — деревня Отрада.

## История
Статус и границы сельского поселения установлены Законом Орловской области от 25 октября 2004 года № 431-ОЗ «О статусе, границах и административных центрах муниципальных образований на территории Глазуновского района Орловской области».

## Население
| 2010  | 2012  | 2013  | 2014  | 2015  | 2016  | 2017  |
| ----- | ----- | ----- | ----- | ----- | ----- | ----- |
| 1847  | ↘1777 | ↗1801 | ↘1782 | ↘1747 | ↘1728 | ↘1700 |
| 2018  | 2019  | 2020  | 2021  | 2023  |       |       |
| ↘1683 | ↘1670 | ↘1655 | ↘1530 | ↘1500 |       |       |

## Состав сельского поселения
| №  | Населённый пункт | Тип населённого пункта          | Население |
| -- | ---------------- | ------------------------------- | --------- |
| 1  | Ивановка         | деревня                         | ↘111      |
| 2  | Комарёвка        | деревня                         | 10        |
| 3  | Красная Ивановка | деревня                         | 1         |
| 4  | Кривые Верхи     | деревня                         | ↘105      |
| 5  | Кукуевка         | деревня                         | 29        |
| 6  | Кунач            | деревня                         | ↘504      |
| 7  | Новополево       | деревня                         | ↘517      |
| 8  | Отрада           | деревня, административный центр | ↘366      |
| 9  | Рождественно     | деревня                         | 58        |
| 10 | Салтыково        | деревня                         | 6         |
| 11 | Старополево      | деревня                         | ↘138      |